# Podocopida
Ordre
Synonymes
Platycopa Sars, 1886
Les Podocopida sont un ordre de crustacés de la classe des ostracodes et de la sous-classe des Podocopa.

## Liste des sous-ordres
- Bairdiocopina
- Cypridocopina
- Cytherocopina
- Darwinulocopina
- Sigilliocopina